# Plymouth Rock (hönsras)

Tupp av hönsrasen Plymouth rock.

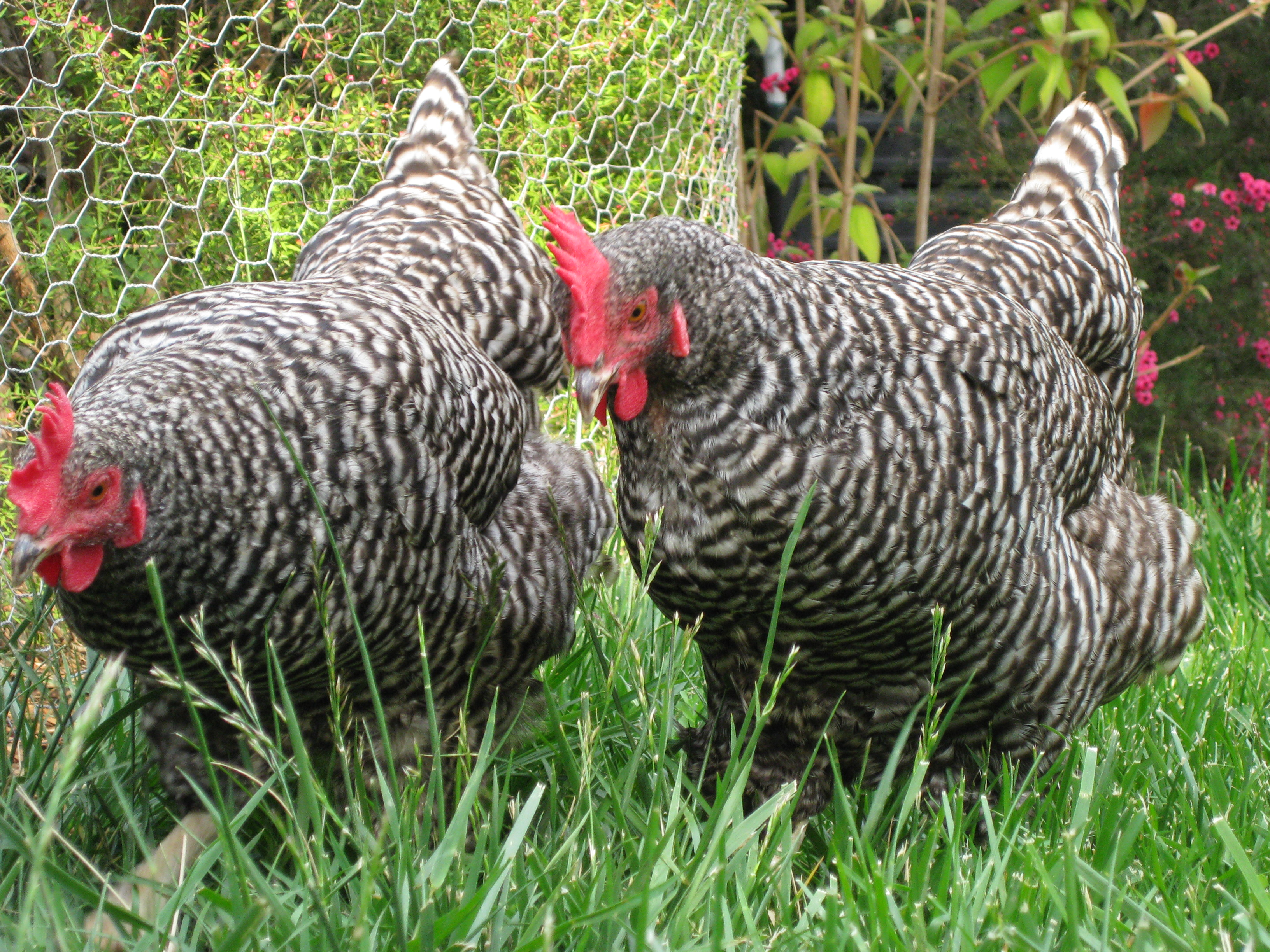
Två hönor.

Plymouth rock är en tung hönsras från USA, där den presenterades på utställning för första gången 1869. Rasen är namngiven efter en bergsklippa utanför Plymouth, Massachusetts. Den är både en bra köttras och en bra värpras och rasen är även snabbvuxen, egenskaper som har gjort att den bland annat har använts vid framavlandet av broilers. En dvärgvariant av rasen framavlades i Tyskland och presenterades på utställning 1914.
En höna av stor ras väger 2,5–3 kilogram och en tupp väger 3–3,5 kilogram. För dvärgvarianten är vikten för en höna omkring 900 gram och för en tupp omkring 1 kilogram. Äggen från en stor höna väger ungefär 55 gram och har mörk gulaktig skalfärg. Dvärgvariantens ägg väger ungefär 35 gram och har gulaktig skalfärg.
Hönorna har svag ruvlust, ibland ingen alls. Kycklingarna kan könsbestämmas redan när de är dagsgamla, på så vis att tuppkycklingarna har en större och mer oregelbunden ljus prick på det mörka huvudet än hönkycklingarna, som har en mindre och jämnare rundad ljus prick.
Rasen är till sitt sätt aktiv av sig, dock med dålig flygförmåga och därför lätt att inhägna.

## Färger
- Blå
- Blå/kanttecknad
- Brunbandad
- Gul
- Ljus/columbia
- Rapphönsfärgad
- Silvertecknad
- Svart
- Tvärrandig
- Vit